# Goszków
Goszków (do 1945 niem. Gossow) – wieś w Polsce położona w województwie zachodniopomorskim, w powiecie gryfińskim, w gminie Mieszkowice. Według danych z 2010 liczyła 225 mieszkańców.
Wieś założona na planie owalnicy, od ok. 1250 znajdowała się na terytorium powstałej Nowej Marchii. Wzmiankowana po raz pierwszy w 1333, była następnie w posiadaniu wielu rodów szlacheckich, z których najdłużej we władaniu von Sydowów (1472–1756) i von Levetzow (1791–1945). Od 1945 leży na terytorium Polski.
W miejscowości znajduje się granitowy kościół salowy zbudowany w 2 połowie XIII w., z neogotycką ceglaną wieżą zachodnią z 1893, zespół folwarczny z XIX w. oraz krajobrazowy park podworski, założony w XVIII w.

## Położenie
Wieś znajduje się 7 km na północ od Mieszkowic i 45 km na południe od Gryfina.
Zgodnie z podziałem fizycznogeograficznym Polski według Kondrackiego teren, na którym położony jest Goszków należy do prowincji Nizina Środkowoeuropejska, podprowincji Pojezierza Południowobałtyckiego, makroregionu Pojezierze Południowopomorskie oraz w końcowej klasyfikacji do mezoregionu Równina Gorzowska.

## Typ i układ przestrzenny
Wieś posiada czytelny układ owalnicowy, jej zabudowę stanowią przeważnie zagrody trzybudynkowe, z kalenicowo lokowanymi chałupami oraz stodołami w głębi parceli. W zachodniej części wsi oraz przy drodze do Wierzchlasu zlokalizowano zespół mniejszych zagród dwubudynkowych o płytkich działkach siedliskowych.

## Toponimia
Pierwotna nazwa pochodzi prawdopodobnie od nazwy osobowej *Gost, z sufiksem -ów, która to znajduje się jako drugi człon w imieniu Dobrogost (Nałęcz z Szamotuł), będącego lennikiem ze wsi przed 1333.
Nazwa na przestrzeni wieków: Gostow 1333; Gossow 1337; Gossowe 1338; Gossaw 1393; Gosszo 1441; Gusso, Gossou, Gossaw 1491; Gossow 1833; Gossow do 1945.

## Zabytki
- kościół pw. św. Jana Chrzciciela – granitowy kościół salowy zbudowany w drugiej połowie XIII w., z neogotycką ceglaną wieżą zachodnią z 1893. Wewnątrz znajduje się ołtarz z początku XVII w.
- dawny zespół folwarczny –  położony we wschodniej części wsi, z oficyną z 1871 i kamienno-ceglanym spichlerzem z drugiej połowy XIX w.
- park krajobrazowy (dworski) o powierzchni 12 ha, założony w XVIII w. po południowo-wschodniej stronie podwórza folwarcznego; dwór wybudowany w 1790 nie istnieje, został rozebrany po 1945; na terenie parku jezioro (3 ha); z drzewostanu wyróżnia się dąb błotny o obwodzie 280 cm; od północy park przylega do drogi z 3-rzędową aleją kasztanową o długości 300 m. Wpisany do rejestru zabytków pod numerem 916 z 02.12.1980[4]
- we wschodniej części wsi ulokowano w latach 70. XX w. kolonię domów wielorodzinnych, stanowiących zaplecze mieszkaniowe dawnego PGR

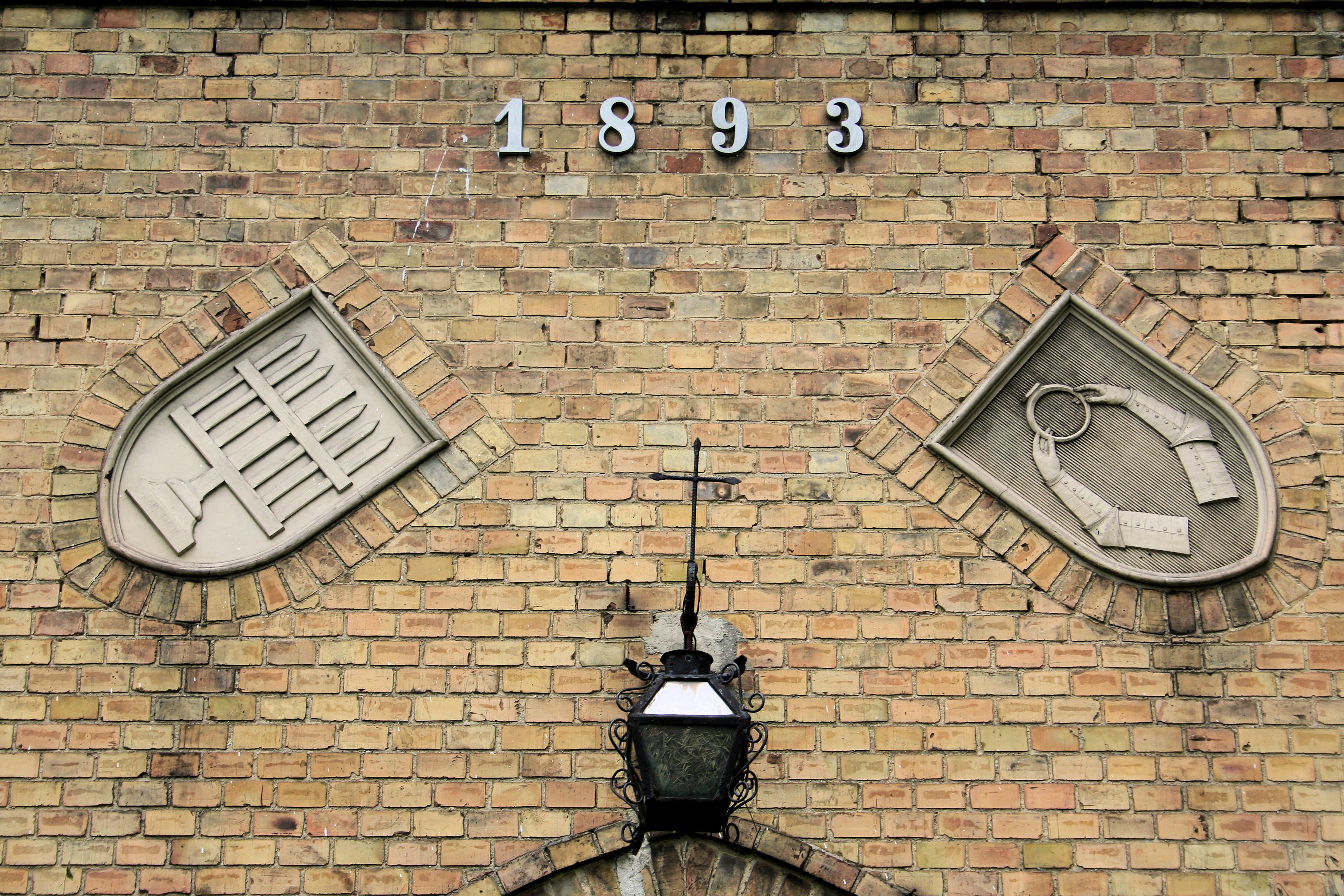
Herby Levetzow (L), Oertsen (P) na wieży kościoła
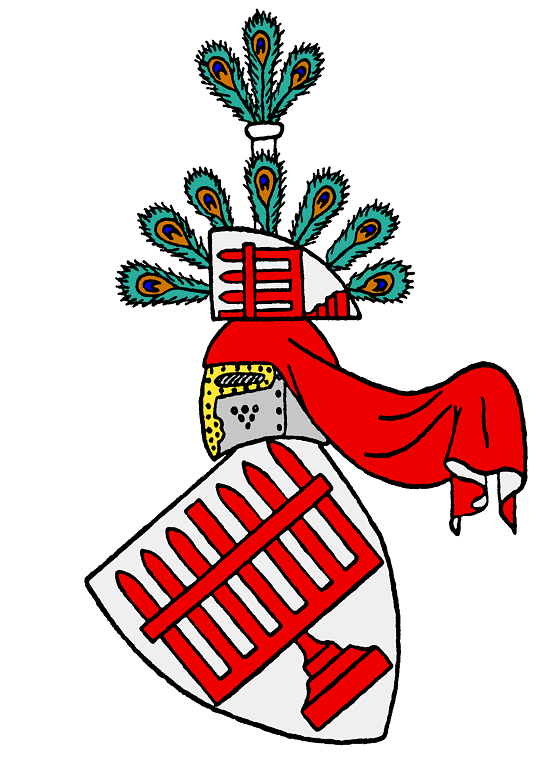
Herb von Levetzow
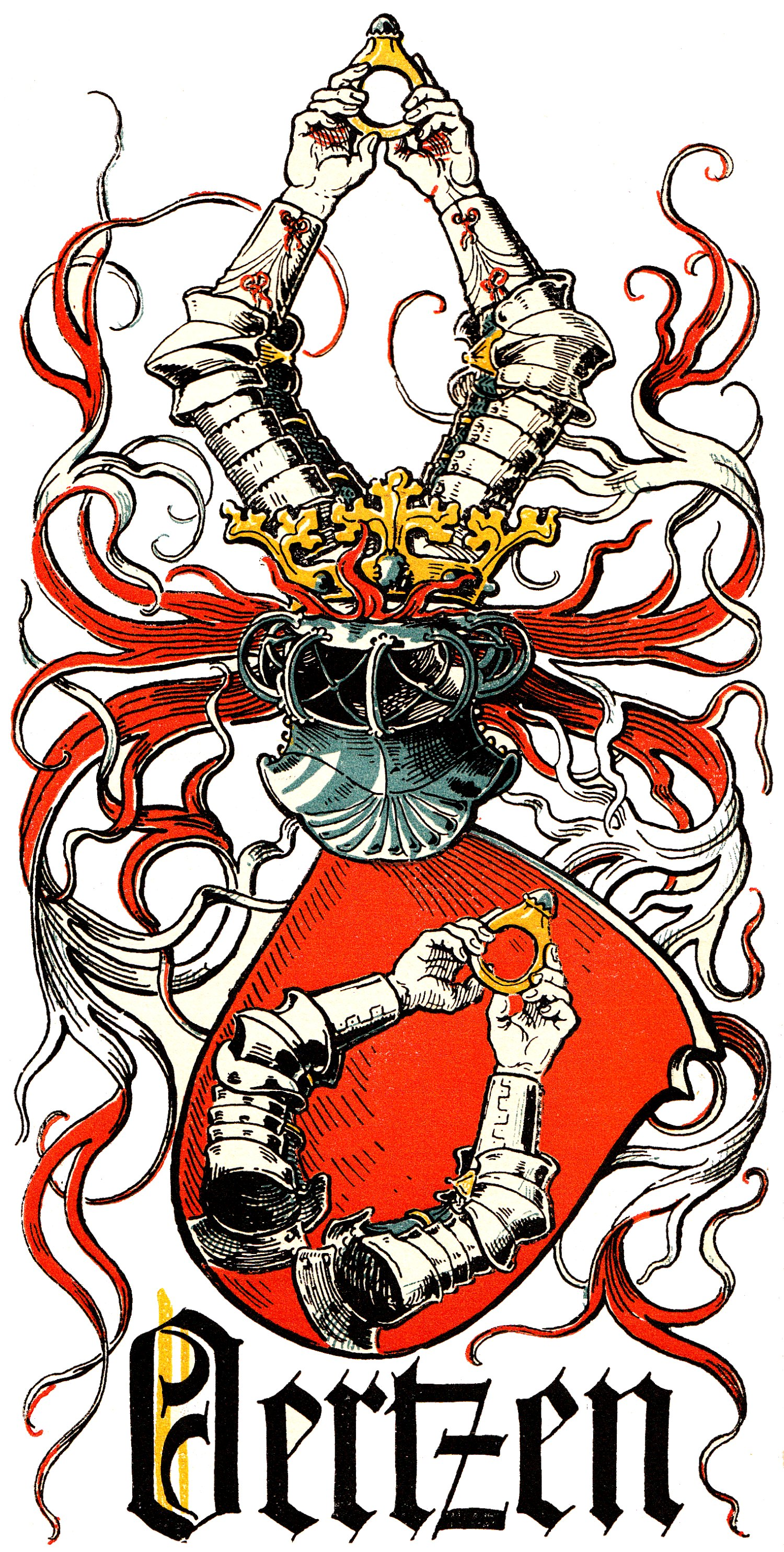
Herb von Oertsen

## Ludność
Liczba ludności w ostatnich 3 wiekach (wieś i majątek):

## Znane postaci
- Albert von Levetzow (1827-1903) – urodzony w Goszkowie; przewodniczący niemieckiego parlamentu w latach 1881-84 oraz 1888-1895.